# 룩셈부르크 공녀 엘리자베트 (1922년)
룩셈부르크 공녀 엘리자베트(Princess Elisabeth of Luxembourg, 1922년 12월 22일 ~ 2011년 11월 22일)는 룩셈부르크의 공녀이다. 그녀는 장 대공의 여동생이자 앙리 대공의 고모이며 샤를로트와 부르봉파르마의 펠릭스의 딸이었다. 1956년에 그녀는 호헨베르크 공작 프란츠와 결혼했다.